# Richard Testu de La Richardière
Richard Testu de La Richardière, né le 15 avril 1681 à 
L’Ange-Gardien (Québec), était fils de Pierre Testu Du Tilly, marchand, et de Geneviève Rigault. Il meurt à Québec le 24 octobre 1741.

## Bibliographie

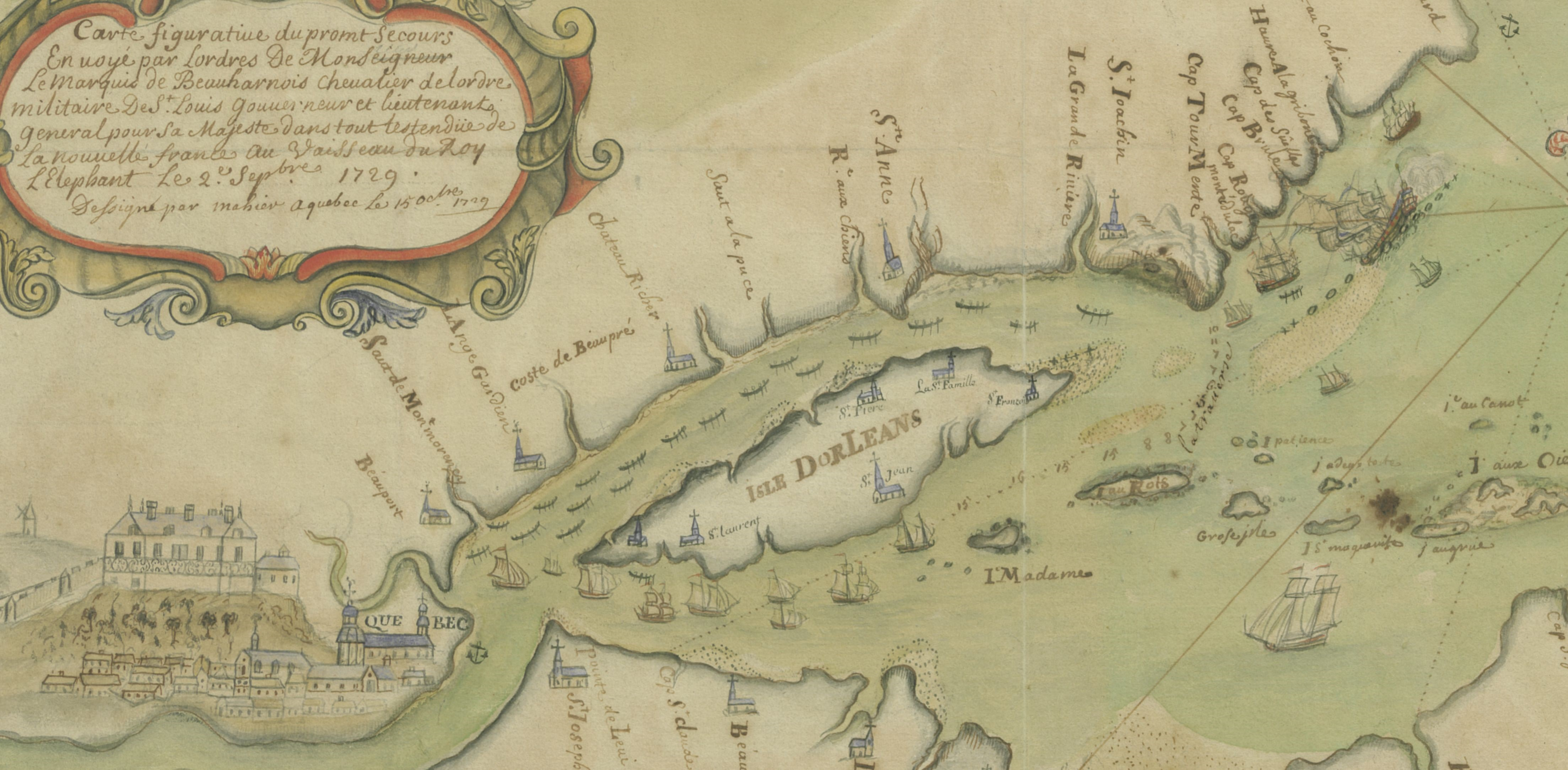
Carte des opérations de sauvetage de la flûte l’Éléphant échouée dans le Saint-Laurent, opération à laquelle participe Richard Testu en 1729.

## Sources et bibliographie
- S. Dale Standen, « Testu de La Richarière, Richard », Dictionnaire biographique du Canada, 2000 (consulté le 18 mai 2013)